# Oświęcim (gemeente)
De gemeente Oświęcim is een landgemeente in het Poolse woiwodschap Klein-Polen, in powiat Oświęcimski.
De zetel van de gemeente is in Oświęcim (Auschwitz).
Op 30 juni 2004 telde de gemeente 16 481 inwoners.

## Oppervlakte gegevens
In 2002 bedroeg de totale oppervlakte van gemeente Oświęcim 74,47 km², waarvan:
- agrarisch gebied: 61%
- bossen: 6%

De gemeente beslaat 18,34% van de totale oppervlakte van de powiat.

## Demografie
Stand op 30 juni 2004:
| Omschrijving                   | Totaal | Totaal | Vrouwen | Vrouwen | Mannen | Mannen |
| ------------------------------ | ------ | ------ | ------- | ------- | ------ | ------ |
| eenheid                        | aantal | %      | aantal  | %       | aantal | %      |
| inwoners                       | 16 481 | 100    | 8396    | 50,9    | 8085   | 49,1   |
| bevolkingsdichtheid (inw./km²) | 221,3  | 221,3  | 112,7   | 112,7   | 108,6  | 108,6  |

## Administratieve plaatsen (sołectwo)
Babice, Broszkowice, Brzezinka, Dwory II, Grójec, Harmęże, Łazy, Osada Stawy Grojeckie, Pławy, Poręba Wielka, Rajsko, Stawy Monowskie, Włosienica, Zaborze.

## Aangrenzende gemeenten
Bieruń, Bojszowy, Brzeszcze, Chełmek, Kęty, Libiąż, Miedźna, Oświęcim, Polanka Wielka, Przeciszów